# Karen Horsens
Karen Horsens (født 18. september 1932 i Aalborg, død 4. marts 2022) var Danmarks første kvindelige domprovst.
Hendes forældre var cykelhandler Alfred Horsens (død 1971) og hustru Karla født Kristensen (død 1989). Hun blev student fra Aalborg Katedralskole 1951, vandt Aarhus Universitets guldmedalje 1957 og blev cand. theol. 1958 ved samme universitet. Hun var på studieophold i Oslo samme år, i New York 1959-60 og i Marburg 1961. 1960-62 var hun kandidatstipendiat ved Aarhus Universitet og blev i sidstnævnte år kaldskapellan ved Vor Frelsers Kirke i København. sognepræst ved samme kirke fra 1972 og var domprovst i Roskilde Stift fra 1981 til 1998.
Karen Horsens var medlem af hovedbestyrelsen og kasserer for Den danske Præsteforening 1974 og var formand 1978-82 og af Studieudvalget for Særuddannelsen til Præsteembede i Folkekirken 1976; formand for Danmarks Gejstlige Brandsocietet 1978-82. 2. november 1992 blev hun Ridder af 1. grad af Dannebrogordenen.
Hun blev gift 13. oktober 1968 med organist Charley Olsen (født 13. november 1921 i Odense), søn af assurandør Christian Olsen (død 1967) og hustru Birgitte f. Ottosen (død 1964).
Karen Horsens er begravet ved Gammel Vor Frue Kirke i Roskilde.